# 奥列格·佐科夫
奧列格·尤里耶維奇·佐科夫（俄语：Оле́г Ю́рьевич Цо́ков，羅馬化：Oleg Yuryevich Tsokov，1971年9月23日—2023年7月11日）是俄罗斯陆军中將，曾擔任俄南部军区副司令。2023年7月11日，在2023年烏克蘭反攻期間於別爾江斯克陣亡。

## 生平
佐科夫於1971年9月23日在苏联统治下的乌兹别克出生，其父母是軍官和教師。由於他的家人經常搬家，他在軍事基地長大，在蒙古的喬巴山市和哈萨克的塞米巴拉金斯克等11所不同的學校學習，然後才獲得中學教育證書。佐科夫追隨父親的腳步，選擇軍事生涯，並被塔什干高等聯合兵種指揮學校錄取。

## 事蹟
1994年畢業後，他被派往西伯利亞軍區尤爾加的第74獨立近衛摩托化步兵旅擔任排長。佐科夫隨該旅一起參加第一次車臣戰爭，並在1995年1月的格羅茲尼戰役中參與了對格羅茲尼國立石油技術大學的攻堅戰。戰役結束後，佐科夫的部隊被送回西伯利亞，但他作為摩托化步兵連指揮官再次被派往車臣，隨部隊附屬於特種部隊。佐科夫在第74旅晉升為營副指揮官，然後被獲伏龍芝軍事學院錄取。2000年畢業後，當時已是少校的佐科夫回到該旅，同年參與第二次車臣戰爭，擔任以該旅第2機動步槍營為中心組建的營戰術小組指揮官。他一直擔任營長直到2004年，後晉升為中校。
在2004年，佐科夫晉升為上校和旅副指揮官，以相對年輕的32歲年齡獲得了這一軍銜。他的職業生涯繼續發展，於2006年晉升為第85摩托化步兵師的第228摩托化步兵團指揮官。在指揮團之後，他被任命為東部軍區第36獨立近衛羅澤夫斯卡亞紅旗摩托化步兵旅參謀長兼副指揮官，並在2009年至2011年間擔任該職位。2010年11月，俄羅斯聯邦偵查委員會會指控佐科夫在指揮第228團期間犯有詐騙和濫用職權的罪行。此案涉及一項非法交易，他承諾給予11名服役士兵提前退役，作為回報要求他們簽署服役合同，然後侵吞了士兵簽署合同獎金的80000盧布。
此案件並沒有影響他的職業生涯，其並於2011年被調任為南部軍區第49合成兵種軍的33獨立摩托化步兵旅參謀長兼副指揮官，駐地為邁科普。從2014年到2015年，他指揮第810獨立海軍步兵旅。從2015年到2018年，他指揮位於布瓊諾夫斯克的第205獨立摩托化步兵旅，並於2016年12月12日晉升為少將。從2018年到2019年，他擔任第49合成兵種軍的副指揮官。佐科夫通過了俄羅斯總參謀部軍事學院的考試，於2019年9月進入該學院。在2021年6月畢業於國家安全和國防部門之後，佐科夫被任命為第2近衛坦克集團軍的參謀長。
佐科夫在俄羅斯併吞克里米亞時被形容為「表現出色」，其後他參與2022年俄羅斯入侵烏克蘭。他參與針對烏克蘭城市的導彈攻擊。2022年8月，他接任第144近衛摩托化步兵師的指揮。2022年9月，烏克蘭總統發言人阿列克謝·阿列斯托維奇聲稱，佐科夫在指揮第144近衛摩托化步兵師時受傷。一個俄羅斯Telegram頻道證實了他的傷勢，但聲稱事實上佐科夫自2022年夏季起指揮第20近衛合成集團軍，而佐科夫的繼任者據稱已於2022年夏季接替佐科夫指揮第144師。隨後，佐科夫晉升為南部軍區的副指揮官，並於2023年2月17日晉升為中將。他在2023年7月11日在烏克蘭反攻期間，在別爾江斯克的第58合成集團軍指揮所遭到暴風影導彈襲擊時喪生。俄羅斯的軍事博客Telegram頻道「軍事情報者」證實了佐科夫的死訊，使他成為截至2023年7月在烏克蘭喪生的最高級別的俄羅斯軍官。

## 榮譽
佐科夫曾獲得以下榮譽：
- 朱可夫勳章（英语：Order of Zhukov）
- 勇敢獎章（英语：Order of Courage (Russia)）（3次）
- 軍功勳章（英语：Order of Military Merit (Russia)）
- 敘利亞軍事行動參與者獎章（英语：Medal "Participant of the military operation in Syria）

## 制裁
由於佐科夫涉及對烏克蘭城市的導彈襲擊。他受到烏克蘭、英國、紐西蘭、瑞士、日本和歐盟國家的制裁。